# Playing with Numbers
Playing with Numbers (англ.) — дебютный сингл ирландской певицы и автора песен Молли Стерлинг.

## Контекст
Песня была написана Молли Стерлинг в сотрудничестве с Грегом Френчем. 27 февраля 2015 года в программе «The Late Late Show» на «RTÉ», Молли с этой песней была выбрана для участия в Конкурсе песни Евровидение 2015 от Ирландии. Название «Playing With Numbers» стало знаковым, так представители Ирландии 7 раз выигрывали конкурс за 50 лет с 1965 года. 3 апреля сингл был выпущен для цифрового скачивания в Ирландии. 21 мая Молли выступила на конкурсе Евровидение, но не квалифицировалась в большой финал.

## Тема
Песня рассказывает о рисках, на которые люди идут каждый день в любви и в жизни.

## Видео
Музыкальный клип на песню, общей протяженностью три минуты и четыре секунды, был выпущен 16 марта 2015 года на «YouTube».

## Список композиций
| №  | Название                         | Длительность |
| -- | -------------------------------- | ------------ |
| 1. | «Playing With Numbers» (Сингл)   | 3:00         |
| 2. | «Playing With Numbers» (Караоке) | 2:59         |

## Релиз
| Страна   | Дата          | Формат            | Лейбл         |
| -------- | ------------- | ----------------- | ------------- |
| Ирландия | 3 апреля 2015 | Цифровая загрузка | Lunar Records |